# Tunga hexalobulata
Tunga hexalobulata (лат.) — вид блох из семейства Tungidae. Южная Америка: Бразилия.

## Описание
Паразиты различных видов млекопитающих, среди хозяев парнокопытные: представители рода настоящие быки (Bos).
Размер неосом (гипертрофированных самок; длина, ширина, высота): 4×4×4 мм.